# The New Standard (album)
The New Standard je studijski album ameriškega jazzovskega pianista Herbieja Hancocka, ki je izšel leta 1996 pri založbi Verve Records. Album vsebuje jazzovske priredbe klasičnih in sodobnih rock in R&B pesmi izvajalcev, kot so Peter Gabriel, Stevie Wonder, Sade, Paul Simon, Prince, The Beatles in Kurt Cobain.

## Sprejem
Scott Yanow je v recenziji za spletni portal AllMusic zapisal, da je Hancocku z reharmoniziranjem struktur akordov, spreminjanjem melodij in zvezdniško zasedbo, uspelo transformirati potencialno nehvaležno glasbo v kreativni jazz.

## Seznam skladb
| Št. | Naslov                                  | Pisec                                    | Dolžina |
| --- | --------------------------------------- | ---------------------------------------- | ------- |
| 1.  | „New York Minute‟                       | Don Henley, Danny Kortchmar, Kai Winding | 8:35    |
| 2.  | „Mercy Street‟                          | Peter Gabriel                            | 8:36    |
| 3.  | „Norwegian Wood (This Bird Has Flown)‟  | John Lennon, Paul McCartney              | 8:07    |
| 4.  | „When Can I See You‟                    | Kenny "Babyface" Edmonds                 | 6:17    |
| 5.  | „You've Got It Bad Girl‟                | Stevie Wonder, Yvonne Wright             | 7:15    |
| 6.  | „Love Is Stronger Than Pride‟           | Sade Adu, Andrew Hale, Stuart Matthewman | 8:00    |
| 7.  | „Scarborough Fair‟                      | narodna                                  | 8:24    |
| 8.  | „Thieves in the Temple‟                 | Prince                                   | 7:33    |
| 9.  | „All Apologies‟                         | Kurt Cobain                              | 5:08    |
| 10. | „Manhattan (Island of Lights and Love)‟ | Herbie Hancock, Jean Hancock             | 4:06    |
| 11. | „Your Gold Teeth II‟                    | Donald Fagen, Walter Becker              | 5:14    |

## Glasbeniki
- Herbie Hancock – klavir
- Michael Brecker – tenorski saksofon, sopranski saksofon
- John Scofield – akustična kitara, električna kitara, električni sitar
- Dave Holland – kontrabas
- Jack DeJohnette – bobni, elektronska tolkala
- Don Alias – tolkala